# Бјула (Северна Дакота)
Бјула (енгл. Beulah) град је у америчкој савезној држави Северна Дакота.

## Демографија
По попису из 2010. године број становника је 3.121, што је 31 (-1,0%) становника мање него 2000. године.
| Група             | 2000.         | 2010.         |
| Белци             | 3.007 (95,4%) | 2.934 (94,0%) |
| Афроамериканци    | 1 (0,0%)      | 7 (0,2%)      |
| Азијати           | 9 (0,3%)      | 8 (0,3%)      |
| Хиспаноамериканци | 15 (0,5%)     | 71 (2,3%)     |
| Укупно            | 3.152         | 3.121         |